# Gino Colombo
Gino Colombo (Tradate, 17 maggio 1928 – Milano, 27 settembre 1999) è stato un politico, avvocato, dirigente pubblico e dirigente d'azienda italiano.

## Carriera
Studiò in Università Cattolica del Sacro Cuore, dove si laureò nel 1951 con una tesi in diritto internazionale pubblico.
Fu quindi avvocato di Cassazione ed internazionalista; titolo, quest'ultimo, conseguito presso la Corte Internazionale dell'Aja.
Esponente della Democrazia Cristiana in Lombardia e membro del Consiglio Nazionale. Approdò alla DC dalle file dello scautismo. La sua carriera politica fu inizialmente legata a Gino Cornaggia Medici: primo incarico, in Consiglio comunale a Seregno, dal 17 maggio 1965 al 5 luglio 1970.
Quando furono istituite le Regioni, nel 1970, fu il primo presidente del Consiglio regionale della Lombardia, carica che mantenne fino al 24 luglio 1975.
Il 25 luglio 1975, il presidente della Lombardia Cesare Golfari nominò Colombo Assessore regionale all'Industria e al Commercio. Fu anche Assessore all'Ecologia. Egli si dimise da tali incarichi nel marzo 1979, a seguito della nomina ministeriale a Segretario Generale dell'Ente Autonomo Fiera Milano.
Fu quindi Segretario Generale dell'E.A. Fiera Milano dal 1979 al 1996.
Fu, inoltre, Presidente delle Edizioni Fiera Milano S.p.A., Vice Presidente dell'UFI (Union des Foires Internationales) e Presidente dell'AEFI (Associazione degli Enti Fieristici Italiani), associazione che raggruppava i 22 maggiori organismi fieristici d'Italia.
Sotto la sua gestione, a Fiera Milano si sono notevolmente sviluppate sia le mostre settoriali specializzate -di cui oltre la metà hanno avuto il riconoscimento di internazionalità- che l'attività di Fiera Milano all'estero. Tutto ciò ha posto Fiera Milano in posizione primaria rispetto alle altre grandi fiere nel mondo. Significativa attenzione ha poi riservato alla internazionalizzazione di Fiera Milano, tracciando con lungimiranza una strategia che si è rivelata vincente. Sotto la sua guida, l'attività espositiva di Fiera Milano è raddoppiata e si è creata una rete di uffici di rappresentanza operativa in almeno 18 Paesi: Gran Bretagna ed Irlanda, Australia, Canada, Francia, Germania, India, Spagna, Svizzera, Colombia, Svezia, Cile, Austria, Messico, Israele, Polonia, Turchia, USA e presso le Istituzioni Comunitarie ed a Bruxelles.
Suo, in particolare, il progetto per l'allora nuova Fiera nell'area del Portello.
Fu componente dei Consigli di Amministrazione di ATM (Azienda Trasporti Municipali), SEA (Società Esercizi Aeroportuali), Farmitalia - Carlo Erba, Montefibre (gruppo Montedison), IBI (Istituto Bancario Italiano), nonché Presidente della Cassa di Presidenza dei tranvieri.
Scomparve all'età di 71 anni.